# مرغ ميان (عقدا)
مرغ میان (بالفارسية: مرغ میان) هي قرية تقع في إيران في قسم عقدا الريفي.